# Jah Wobble
John Joseph Wardle, känd under sitt artistnamn Jah Wobble, född  11 augusti 1958 i Stepney, Tower Hamlets, London, är en brittisk basist, kompositör, sångare och poet. Han började som basist i Public Image Limited som han var med i från slutet av 1970- till början av 1980-talet. Senare har han spelat in skivor i eget namn. Hans musik har stora influenser från världsmusiken.

## Diskografi
Soloalbum
- 1980 – The Legend Lives On... Jah Wobble In Betrayal
- 1982 – Full Circle (med Holger Czukay och Jaki Liebezeit)
- 1983 – Jah Wobble's Bedroom Album
- 1983 – Snake Charmer (med The Edge och Holger Czukay)
- 1985 – Neon Moon (med Ollie Marland)
- 1986 – Tradewinds (med Ollie Marland)
- 1995 – Heaven & Earth
- 1995 – Psalms
- 1995 – Spinner (med Brian Eno)
- 1996 – The Inspiration of William Blake
- 1997 – Jah Wobble Presents the Light Programme
- 1997 – Requiem
- 1998 – Umbra Sumus
- 1998 – The Five Tone Dragon (med Zi Lan Liao)
- 1999 – Deep Space
- 2001 – Passage to Hades (med Evan Parker)
- 2001 – A Dub Transmission (med Bill Laswell)
- 2002 – Shout at the Devil (med Temple of Sound)
- 2002 – Live in Concert
- 2003 – Fly
- 2004 – Elevator Music, Vol. 1A
- 2004 – Live in Leuven
- 2005 – Mu
- 2005 – Fureur
- 2006 – Alpha-One Three
- 2006 – Jah Wobble & English Roots Band (med The English Roots Band)
- 2007 – Heart & Soul
- 2008 – Chinese Dub (med The Chinese Dub Orchestra)
- 2009 – Car Ad Music
- 2010 – Welcome To My World
- 2011 – Psychic Life (med Julie Campbell)
- 2012 – Yin And Yang (med Keith Levene)
- 2012 – Dub The World
- 2013 – Anomic (med Marconi Union)
- 2014 – Inspiration (med PJ Higgins)
- 2015 – Redux Anthology 1978-2015
- 2015 – Cover Versions
- 2016 – Celtic Vedic (med Dub Trees, Youth och Daniel Romar)
- 2017 – Japanese Dub (med The Nippon Dub Ensemble)
- 2017 – The Rise And Fall Of A Northern Dubstar (med Intastella)
- 2018 – Dream World
- 2018 – Maghrebi Jazz (med Momo)
- 2018 – The Cover Album

Album som "Jah Wobble's Invaders Of The Heart"
- 1990 – Without Judgement
- 1991 – Rising Above Bedlam
- 1994 – Take Me to God
- 1998 – Celtic Poets
- 2000 – Full Moon over the Shopping Mall
- 2000 – Molam Dub
- 2003 – English Roots Music
- 2015 – Access All Areas
- 2016 – Everything Is No Thing
- 2017 – The Usual Suspects

Album som "Jah Wobble & Deep Space" (Jah Wobble och Clive Bell)
- 2000 – Beach Fervour Spare
- 2001 – Largely Live in Hartlepool and Manchester
- 2003 – Five Beats